# Bernard Hunt
Bernard John Hunt, MBE (Atherstone, Warwickshire, 2 februari 1930 – 21 juni 2013) was een Engelse golfprofessional.
Hunt werd in 1946 professional. Hij speelde de Europese toernooien voordat de Europese PGA Tour in 1972 werd opgericht, maar ook in die jaren werd er een Order of Merit bijgehouden. Deze bestond uit punten en hij stond nummer 1 in 1958, 1960 en 1965. In 1963, zijn beste jaar, verdiende hij £7,209. 
Hij speelde ook nog in de eerste jaren van de Europese Tour, en stond in 1973 in de top-20. Hoewel hij al 62 jaar was toen de Europese Senior Tour in 1992 werd opgericht, speelde hij daar ook nog zeven jaar in mee. In 1993 werd hij nog 15de op de Order of Merit. 
Hunt speelde namens Groot-Brittannië acht keer in de Ryder Cup Cup in de periode 1953-1969. Hij speelde beter in zijn singles dan in de foursomes. Hij was ook non-playing captain in 1973 en 1975.
Hunt overleed in 2013 op 83-jarige leeftijd. Een memorial dienst werd op 29 juli gehouden in de Holy Trinity Church in Chertsey .

## Gewonnen
Bernard Hunt won onder meer:
- 1952: Coombe Hill Assistants
- 1953: Spalding Tournament, Coombe Hill Assistants, Saxone/Gleneagles Hotel Goodwin Foursomes (met Jack Hargreaves)
- 1954: Goodwin Foursomes (met W.S. Collins)
- 1956: Egyptisch Open
- 1957: Spalding Tournament, Belgisch Open
- 1958: Irish Hospitals Tournament (tie met Frank Jowle), Palace Hotel Torquay
- 1960: Pickering Cup (met Geoffrey Hunt), Southern Professionals Championship
- 1961: Duits Open, Daks Tournament, Martini International
- 1962: Brazil Open
- 1963: British Masters, Smart Weston, Swallow-Penfold Tournament, Gevacolour Tournament, Carroll Sweet Afton Tournament
- 1965: Gallaher Ulster Open, British Masters
- 1966: Piccadilly Tournament
- 1967: Frans Open, Gallaher Ulster Open
- 1969: Algarve Open
- 1970: Agfa-Gevaert Tournament, Sumrie Clothes Better-Ball (met Neil Coles), Penfold Tournament
- 1971: W.D. & H.O. Wills Tournament
- 1973: Sumrie Clothes Better-Ball (met Neil Coles)

## Teams
- Ryder Cup: 1953, 1957 (winnaars), 1959, 1961, 1963, 1965, 1967, 1969, 1973 (n.p. captain), 1975 (n.p. captain)
- World Cup: 1958, 1959, 1960, 1962, 1963, 1964, 1968
- Double Diamond: 1971 (winnaars), 1972 (winnaars), 1973